# Aeritalia G.91
Аэриталия G.91 (итал. Aeritalia G.91) — итальянский лёгкий истребитель-бомбардировщик.

## История
В конце 1953 года верховное командование НАТО, учитывая опыт войны в Корее, выдало тактико-технические требования на лёгкий тактический истребитель-бомбардировщик. Его планировали разрабатывать и производить силами европейских стран. В марте 1954 года эти требования разослали всем заинтересованным самолётостроительным фирмам Европы и Северной Америки.
В требованиях НАТО было указано, что самолёт должен использоваться для борьбы с танками, артиллерией, наносить авиаудары по живой силе противника в тактической глубине, аэродромам, складам боеприпасов и ГСМ. Самолет должен был иметь возможность ведения оборонительного боя с существующими и перспективными советскими истребителями на малых и средних высотах
Командование НАТО хотели получить самолёт с лётными характеристиками на уровне американского F-86 Sabre, но больше приспособленного для действий на малых высотах и имеющим лучший обзор вперед и вниз. Предполагалось, что фирма, одержавшая победу в конкурсе, получит огромный для мирного времени заказ — сразу на 1000 самолётов. Поставку первой партии из 30 самолётов планировали на первый квартал 1957 года, однако на практике все сроки значительно сдвинулись.
Официально разработка итальянского самолёта, FIAT G.91, была начата в марте 1953 года, под руководством известного итальянского конструктора Джузеппе Габриелли (Gieseppe Gabrielli, 1903-1987 гг.). Габриелли создал лёгкий, компактный, простой в обслуживании и недорогой в производстве массовый самолёт, оснащённый уже имеющимися реактивным двигателем, бортовыми системами и вооружением.
В июне 1955 проект G.91 выиграл конкурс; его конкурентами в конкурсе были Northrop F-5, Dassault Étendard, Sud-Est Baroudeur, Aerfer Sagittario и Breguet Taon. 
В результате выбора G-91 компания получила заказ на производство трёх прототипов и 27 предсерийных самолётов. 
Первый полёт G.91 совершил 9 августа 1956 года. 
В сентябре 1957 года три конкурирующих типа самолёта (FIAT G-91, Breguet Br.1001 Taon, Dassault Mystere XXVI) встретились для проведения оценочных испытаний. В ходе этих испытаний итальянский самолёт продемонстрировал впечатляющие характеристики и в январе 1958 года был официально объявлен победителем конкурса. 
Впервые был принят на вооружение в 1961 году ВВС Италии. 
В 1962 году взят на вооружение ВВС Германии. 
Чуть позже был принят и ВВС Португалии. 
Греция и США также рассматривали возможность закупки этих самолётов, но до реальной сделки дело так и не дошло (до реформы американской армии 1966 года (когда все армейские самолёты были переданы ВВС), Армия США планировала использовать этот самолёт в локальных войнах).
Самолёт производился 17 лет (производство было остановлено в 1977 году), всего построено 770 самолётов, включая лицензионное производство в ФРГ (это был первый боевой самолёт, закупленный Германией после Второй мировой войны). 
Последний самолёт был списан в 1995 году.

## Конструкция[1]
Aeritalia FIAT G.91 одноместный дозвуковой лёгкий ударный истребитель-бомбардировщик с одним турбореактивным двигателем. Самолёт представлял собой моноплан с низкорасположенным стреловидным крылом и однокилевым хвостовым оперением.
Основные материалы используемые в конструкции самолёта — алюминиевые сплавы и сталь.
Фюзеляж — цельнометаллический полумонокок овального сечения с работающей обшивкой. Конструктивно состоял из трёх секций: носовой, центральной и хвостовой. В носовой секции фюзеляжа перед передней бронеплитой размещалось авиационное оборудование и три фотокамеры, первая была направлена вперед, вторая вертикально вниз а третья, с двумя объективами, была ориентирована вправо и влево. Камеры позволяли делать снимки объектов, находящихся непосредственно под самолётом, с высот от 100 до 600 м, или слева (справа) от него на расстоянии 1000—2000 м от линии полёта. Для обеспечении доступа к фотоаппаратам носовой обтекатель устанавливался на шарнирах.
В центральной части фюзеляжа размещалась герметичная кабина пилота, отсек вооружения, расположенный под кабиной пилота и семь топливных баков размещенных вдоль кабины и защищенных броней. Кабина пилота с трех сторон защищена стальной броней и бронированным лобовым стеклом. В кабине установлено катапультное кресло. Для поддержания нормальных условий работы пилотов кабина оснащена климат-контролем с ручным управлением.
Хвостовая часть фюзеляжа крепится к центральной части с помощью четырех болтов. При отстыковке хвостовой части обеспечивается доступ к двигателю. В хвостовом обтекателе над реактивным соплом размещался тормозной парашют.
Крыло — цельнометаллическое двухлонжеронное кессонного типа с углом стреловидности 37 градусов. Крыло конструктивно состоит из центроплана, который является неотъемлемой частью фюзеляжа и двух отъёмных консолей. Консоли могут быть отсоединены для удобства транспортировки или замены. На верхней поверхности крыла установлены аэродинамические гребни. Механизация крыла — двухщелевые закрылки и элероны, оснащенные триммерами.
Хвостовое оперение — цельнометаллическое классической схемы стреловидное. Стабилизатор переставляемый в полёте, регулировка с помощью электропривода. Руль направления имел механический привод от педалей и оснащался триммером и демпфером рыскания. Управление рулями высоты бустерное, необратимое, с пружинным автоматом усилий, корректируемым по перегрузке. Аварийная система управления ручная.
Шасси — трёхопорное с носовым колесом. Колёса шасси оснащались гидравлическими тормозами. Колёса были укомплектованы шинами низкого давления, что позволяло производить взлёт и посадку с грунтовых аэродромов. Основные стойки шасси убирались в фюзеляж по направлению к оси симметрии самолёта. Неуправляемое носовое колесо убиралось в нишу под каналом воздухозаборника поворотом на 90 градусов назад по полёту.
Силовая установка — одноконтурный турбореактивный двигатель с осевым компрессором Fiat 4023 (лицензионный Rolls-Royce/Bristol Siddeley «Orpheus» BOr 3 Mk.803) тягой 2200 кгс.
Вооружение — четыре пулёмета Colt-Browning M3 калибра 12,7 мм. Ударное вооружение располагалось на двух узлах внешней подвески под крылом. Оно могло состоять из двух бомб калибра 113 кг, двух баков с зажигательным веществом (напалмом) или из различных комбинаций неуправляемых авиационных ракет калибром 70 мм, 76 мм или 127 мм. Вместо средств поражения могли подвешиваться дополнительные топливные баки ёмкостью по 450 литров.

## Варианты и модификации[2]
- G-91R/1 для ВВС Италии; первый полет в 1959 году. С 1959 по 1964 гг. изготовлено 100 самолетов.
- G-91R/1А включает 25 самолетов, отличалась составом навигационного оборудования
- G-91R/1В истребители-разведчики , изготовлено 50 самолетов, которые имели усиленное шасси, бескамерные пневматики колес и более эффективные тормоза.[1]
- G-91R/3 серийный истребитель-бомбардировщик для ВВС ФРГ. Изготавливался в 1960—1966 гг., всего было выпущено 332 самолета из них 62 самолета в Италии и 270 в Германии. На самолете было установлено усиленное крыло, колеса шасси имели бескамерные шины, было изменено вооружение и состав оборудования.[1]
- G-91R/4 — имел 4 пулемёта и предназначался для поставки в Грецию и Турцию по программе военной помощи финансируемой США . В 1961 году было изготовлено 50 самолетов. Но от закупок греки и турки отказались и самолеты отправили в распоряжении ВВС ФРГ, где они использовались в тренировочных целях на протяжении двух лет, затем самолеты были проданы Португалии.[1]
- G-91Т —серийный двухместный учебно-тренировочный самолет. Первый полет в мае 1960 года. Всего в 1964—1974 гг. было изготовлено 98 самолётов, из них 76 в Италии и 22 в Германии. Конструктивно самолет отличался удлиненным фюзеляжем, для размещения двухместной кабины экипажа и вооружением. Для  улучшения обзора кресло инструктора было приподнято на 50 мм, а фонарь получил более выпуклую форму.[1]
- G-91R/6 - учитывая немецкий опыт, фирма "Фиат" в 1964 году построила 25 самолетов с увеличенными воздушными тормозами и усиленными шасси. Для сокращения до 100 метров взлетной дистанции была возможна установка твердотопливных ускорителей. Под крылом усиленной конструкции смонтировали два дополнительных пилона для подвески вооружения.[3]
- G-91Y - последняя серийная модификация. Спроектирован на основе конструкции самолета G-91T-3, первый полет в декабре 1966 года. Всего в 1971-1976 годах было изготовлено 67 самолетов. Конструктивно самолет отличался удлиненным фюзеляжем, что позволило разместить за кабиной пилота дополнительный топливный бак; крылом увеличенной площади и автоматическими предкрылками по всему размаху; использованием в силовой установке двух одноконтурных турбореактивных двигателей; вооружением и оборудованием.[3]

## Боевое применение
Весной 1966 года немцы продали Португалии 40 самолетов G.91R-4 и по договору между ФРГ и Португалией указывалось, что ВВС Португалии не имеют права использовать эти самолеты за пределами Европы. Однако правительство Португалии, считая африканские колонии неотъемлемой частью страны, разместило в них две эскадрильи самолетов: одну на территории Мозамбика, а другую в Португальской Гвинее.
Португалия использовала самолёт во время колониальной войны в Африке. В ходе войны было потеряно 7 самолётов, из которых 3 было сбито из ПЗРК Стрела-2 и три из пулемёта ДШК.

## Тактико-технические характеристики
Приведённые данные соответствуют модификации G.91R.

### Технические характеристики
- Экипаж: 1 человек
- Длина: 10,3 м
- Размах крыла: 8,56 м
- Высота: 4,0 м
- Площадь крыла: 16,4 м²
- Масса пустого: 3100 кг
- Масса снаряжённого: 5440 кг
- Масса максимальная взлётная: 5500 кг
- Двигатель: Бристоль-Сиддли «Орфей» 803 (1×22,2 кН)

### Лётные характеристики
- Максимальная скорость: 1075 км/ч
- Дальность полёта: 1150 км
- Практический потолок: 13 100 м
- Скороподъёмность: 30 м/с (1800 м/мин)
- Удельная нагрузка на крыло: 331 кг/м²
- Тяговооружённость: 0,42

### Вооружение
- Пулемёты: 4×12,7 мм Браунинг M3 (M2)
- Боевая нагрузка: 500—680 кг на 4 подкрыльевых узлах подвески